# Veracreu
|  | Per a altres significats, vegeu «Veracreu (desambiguació)». |

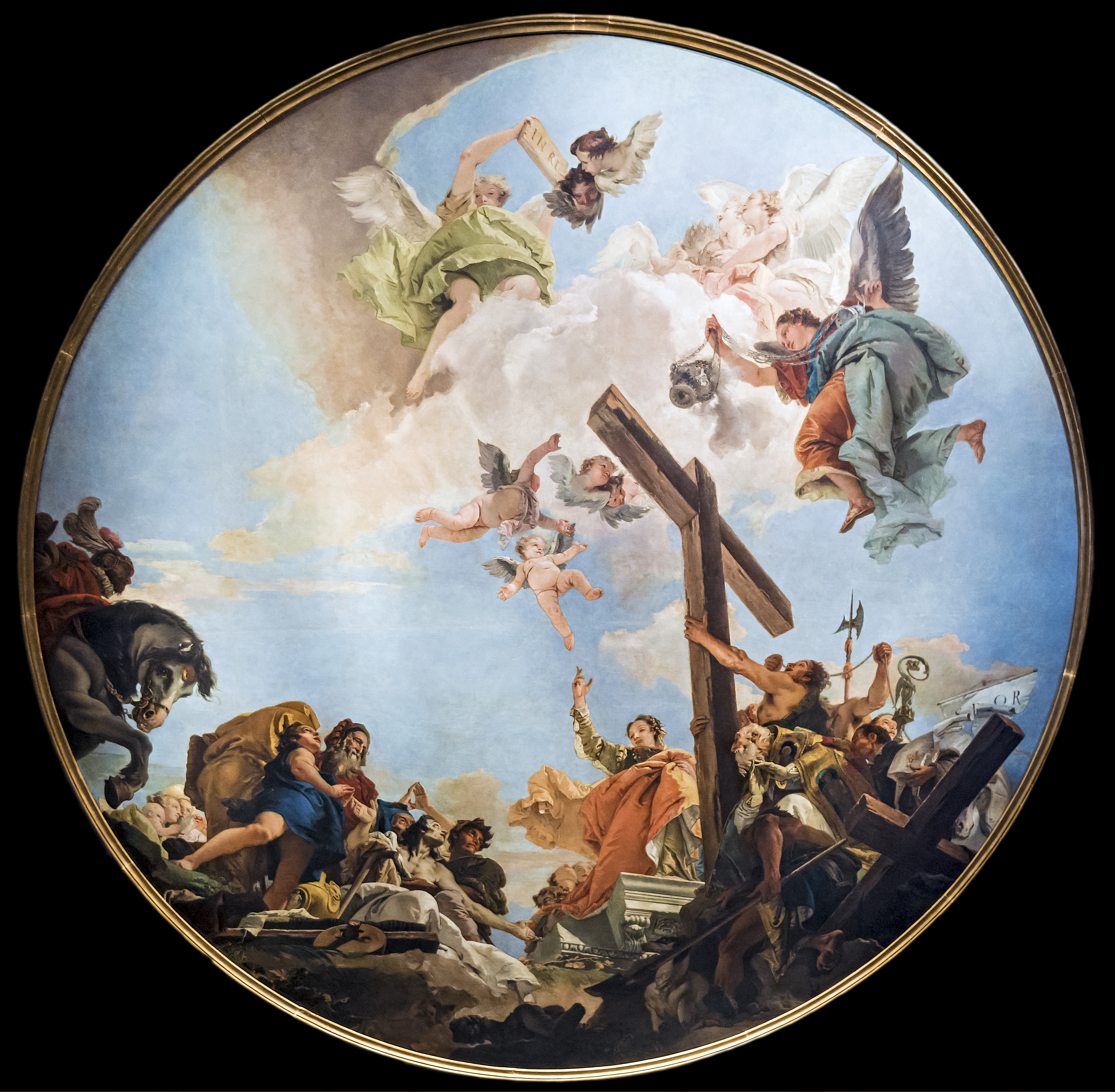
Exaltació de la creu (ca. 1740-45), oli de Giambattista Tiepolo, a la Galeria de l'Acadèmia de Venècia.

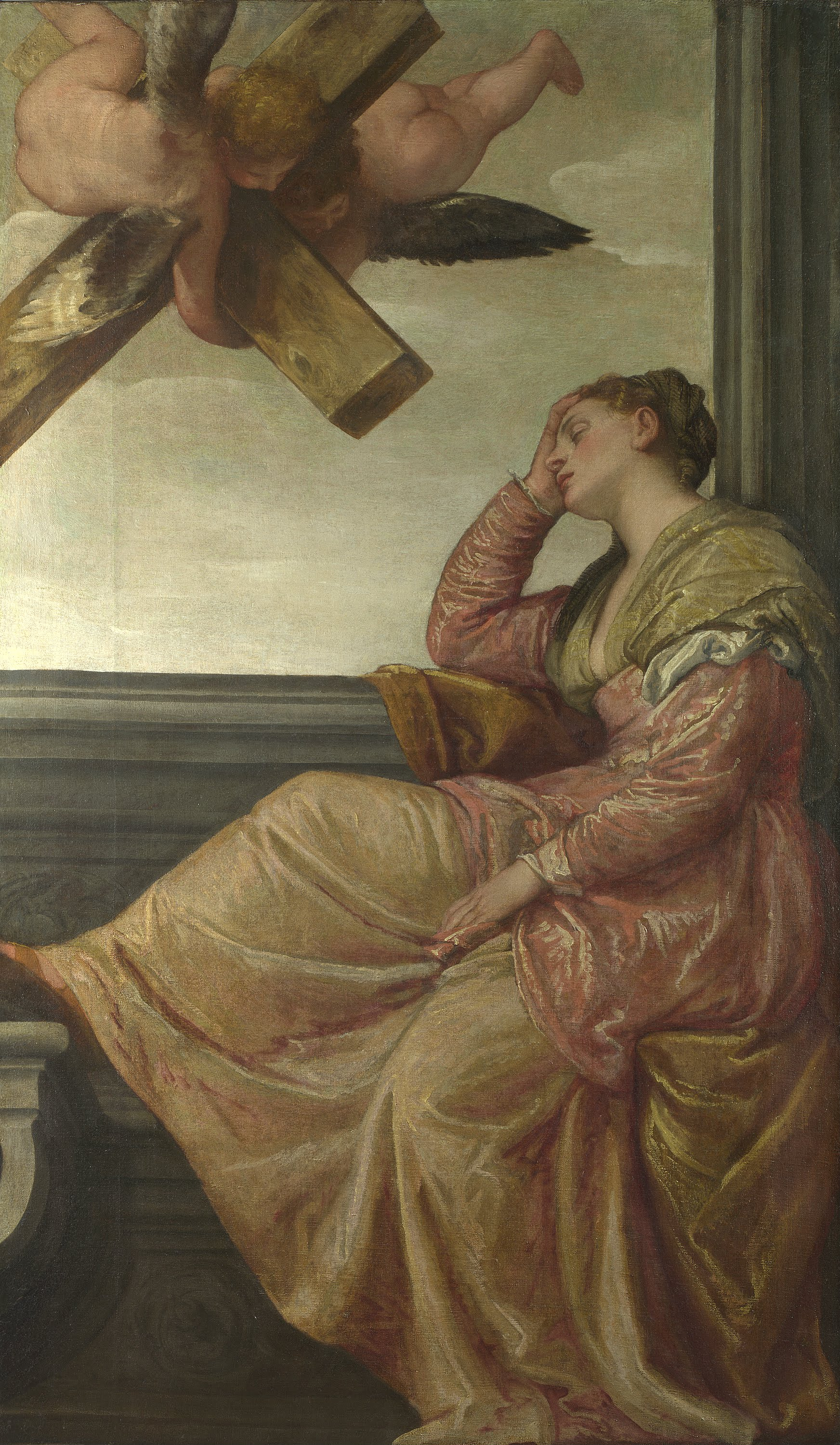
La visió de Santa Helena (ca. 1570), oli de Paolo Veronese, a la National Gallery de Londres.

La Veracreu o Santa Creu és la creu en la qual va ser executat Jesús de Natzaret; dintre del cristianisme es considera una relíquia de primer ordre. Hi ha dues festivitats en el calendari litúrgic relacionades amb aquest objecte: la Recuperació de la Creu (3 maig) i l'Exaltació de la Santa Creu (14 de setembre).

## Natura de la Veracreu

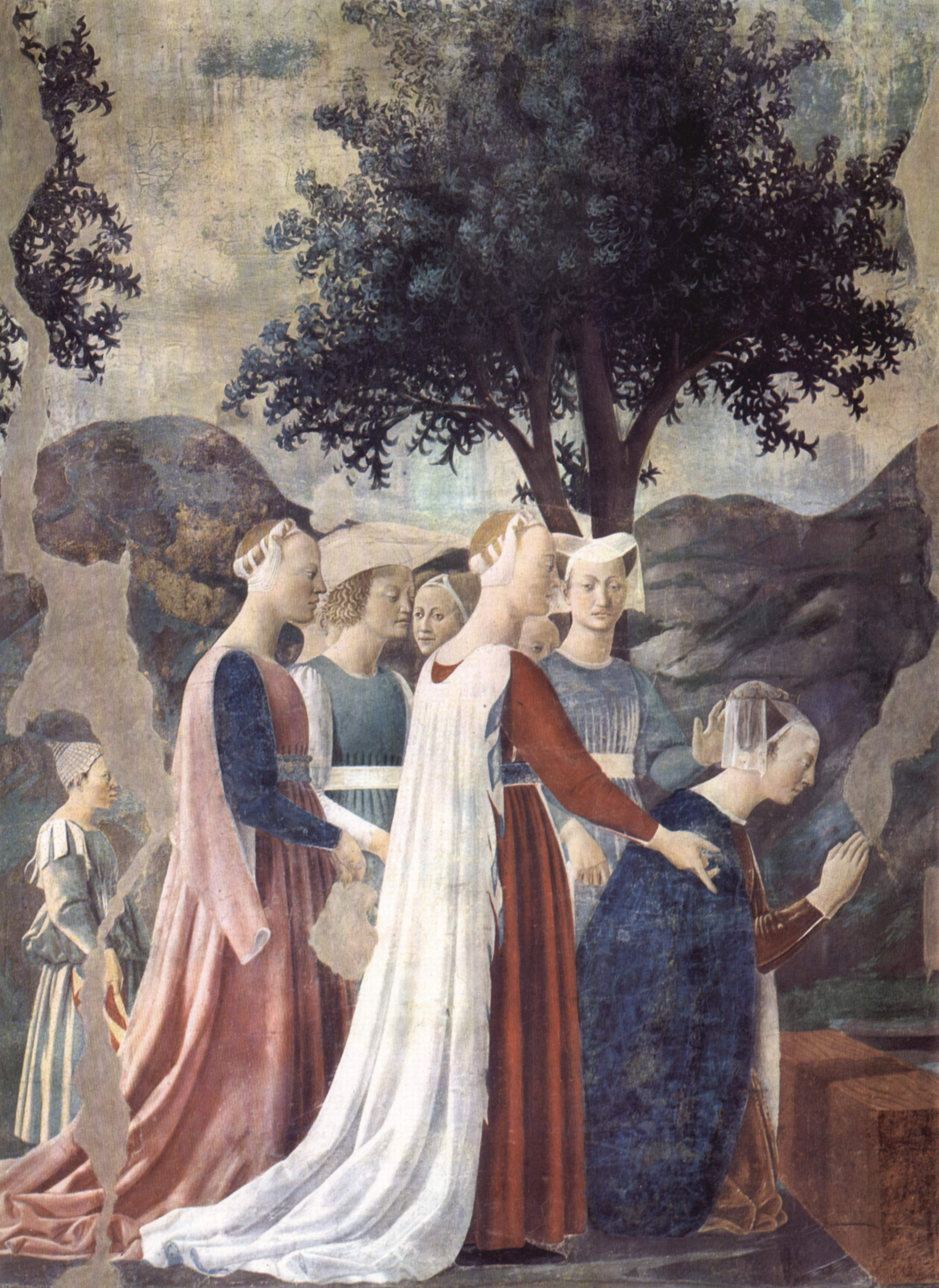
La reina de Sabà venerant la fusta amb què es va fer la Veracreu. Pintura al fresc (1452-1466) de Piero della Francesca.

Hi ha diversos relats medievals que descriuen la natura especial d'aquesta creu. Segons la Llegenda àuria, que conté diverses versions sobre l'origen de la Vera Creu, en una d'elles diu que estava feta amb la fusta procedent de fusta de tres arbres que havien sorgit de les llavors de l'arbre de la Misericòrdia, les quals havia collit Set i plantat en la boca d'Adam. En un altre text del mateix autor, Iacopo da Varazze, diu que aquesta creu estava feta amb fusta de l'arbre del Bé i del Mal, existent al Jardí de l'Edèn i que va perdurar fins als temps de Salomó. Passats els anys, aquest arbre es va tallar i la seva fusta es va fer servir per construir un pont pel qual passà la reina de Sabà. Quan aquesta reina va saber de què estava fet el pont, digué al rei Salomó que una part d'aquella fusta portaria una nova aliança amb Déu. Llavors Salomó, tement la destrucció del poble jueu per la nova aliança (cristianisme) ordenà que desmuntessin el pont i que enterressin el fustam.
Segons la tradició ortodoxa, la Vera Creu estava feta amb tres tipus de fusta: de cedre, de pi i de xiprer.[7] Aquesta creença es basa en el que diu al llibre del profeta Isaïes «La glòria del Líban vindrà sobre vosaltres, el cedre, el pi i el boix (xiprer) estaran junts per embellir el lloc del meu santuari i jo el situaré als meus gloriosos peus.»

## Llegenda sobre la troballa
Cap a l'any 326 l'emperadriu Helena de Constantinoble, mare de l'emperador Constantí I el Gran, va fer demolir el temple romà de Venus que hi havia al Mont Calvari. També va manar excavar en aquell lloc perquè li van arribar notícies que s'hi havia trobat la Veracreu durant un viatge a Jerusalem realitzat a fi de trobar la tomba de Jesús, el lloc del qual es desconeixia.
Segons la Llegenda àuria de Iacopo da Varazze, quan l'emperadriu —que llavors tenia vuitanta anys— va arribar a Jerusalem, va fer sotmetre a tortures els jueus més savis del país perquè confessessin tot el que sabien del lloc en el qual Crist havia estat crucificat. Després d'aconseguir aquesta informació, la van dur fins al suposat mont de la calavera (el Gòlgota), on l'emperador Adrià, 200 anys abans, havia manat erigir un temple dedicat a la deessa Venus. Alguns creuen que en realitat el mont Gòlgota no va existir mai, ja que no hi ha cap promontori a prop de Jerusalem, altres creuen que durant la destrucció de la ciutat els enderrocs dels edificis van fer que el pujol del Gòlgota quedés a la mateixa alçada que la resta.

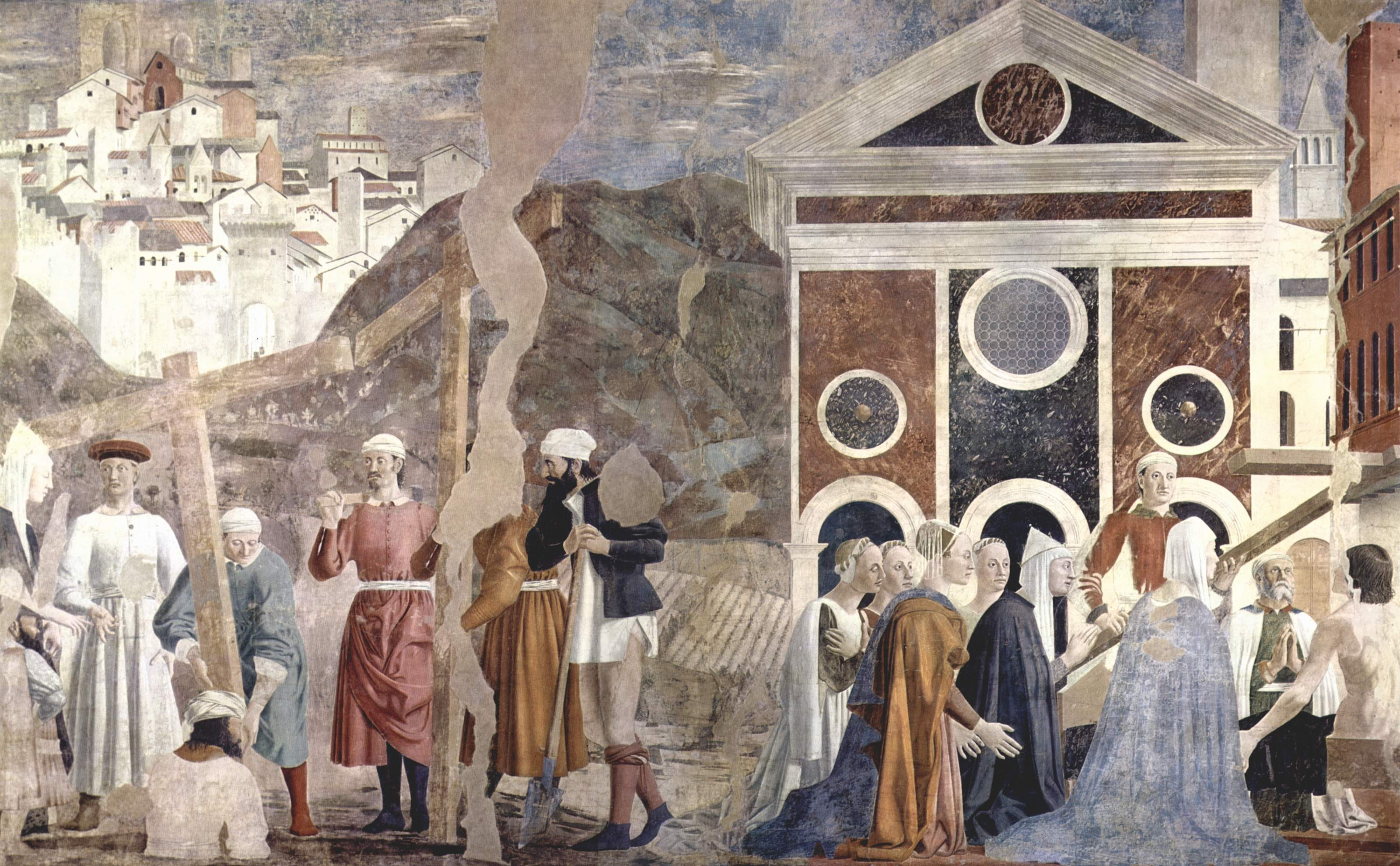
La descoberta de les tres creus (1452-1466), pintura mural al fresc de l'església de sant Francesc, a Arezzo, obra de Piero della Francesca.

Santa Helena va ordenar enderrocar el temple i excavar en aquell lloc, on, segons la llegenda, va trobar tres creus: la de Jesús i les dels dos lladres de què en parlen els Evangelis. Per a esbrinar quina de les tres era la creu veritable (Veracreu), la santa va ordenar que li portessin un home mort. Quan el van posar sobre la Veracreu l'home va ressuscitar. Curiosament l'historiador Eusebi de Cesarea, que parla sobre les excavacions per buscar el Sant Sepulcre en la seva biografia de Constantí, no esmenta en absolut la Veracreu.
Molt de temps després, l'any 614, les tropes del rei persa Còsroes II, comandades pel general Sarbar, van prendre Jerusalem; després de la victòria, s'endugueren la Veracreu i Còsroes la va posar sota els peus del seu tron, com a símbol del seu menyspreu envers la religió dels cristians.
Després de quinze anys de lluites entre perses i romans d'Orient, l'any 628 l'emperador romà d'Orient Heracli va vèncer definitivament. Poc després, en una cerimònia celebrada el 14 de setembre d'aquell any, la Veracreu va tornar a Jerusalem, duta en persona per l'emperador travessant en processó la ciutat. Des de llavors, aquest dia va quedar assenyalat als calendaris litúrgics com el de l'Exaltació de la Veracreu.
Pretesament trobada pels croats, va esdevenir la més preuada relíquia dels cristians. Muntada en una funda d'argent, era transportada al combat pels cavallers del Temple, fins a la derrota en les Banyes de Hattin, el 1187, en què Salahuddin va anihilar l'exèrcit del rei Guiu de Lusignan. La nit abans d'aquella batalla, un templer la va enterrar en l'arena perquè no caigués en mans dels infidels.
A més de Iacopo da Varezze hi ha altres autors antics que narren la troballa de la Veracreu: Sòcrates Escolàstic, Hèrmies Sozomen i Teodoret de Cir. Sòcrates també diu que hi van trobar els claus amb què Jesús va ser clavat a la creu i que l'emperador Constantí els va afegir al seu casc i a la brida del seu cavall. Teodoret diu que santa Helena només va prende un fragment de la creu i la resta la va fer forrar amb plata i la va confiar al bisbe de Jerusalem.
Hi ha una darrera versió, segons la tradició siriana, que diu que la Veracreu no la va trobar santa Helena sinó una romana anomenada Protoniké. En aquesta versió, la creu on va morir Jesús se la va quedar Jaume, germà del Senyor, el qual la va donar a Simeó, fill de Clopas, que fou bisbe de Jerusalem vers l'any 73. A la mort de Simeó, el bisbe Nicetes la va prendre i la va enterrar a vint colzes de profunditat i va restar així durant els tretze bisbes següents. Protoniké, amb l'ajut de Judes el Siríac, la va trobar. Aquesta Protoniké era la dona d'un general anomenat Claudi, al servei de l'emperador Constantí.

## Relíquies
Durant l'edat mitjana, falses relíquies de la Veracreu van recórrer Europa en el context de les croades, de tal forma que era frase comuna dir que tantes restes de la sagrada creu formaven diversos boscos.

### A Catalunya
Jaume el Just la va demanar, sense èxit, al soldà Muhammad al-Nasir, per mitjà de diversos ambaixadors, a partir dels viatges d'Eymeric d'Usall. Pocs anys després, apareixen fragments de la Vera Creu a Santa Maria dels Turers de Banyoles (d'on era Eymeric) i a la Creu Processional de Santa Maria de Vilabertran, lloc d'enterrament de la família dels vescomtes de Peralada-Rocabertí, i on va morir fra Dalmau de Rocabertí l'any 1326, que és qui anava a rescatar l'ambaixador Eymeric; creu a la qual s'han incorporat camafeus egipcis.
Tanmateix hi ha a Barcelona un tros de la Veracreu anomenat Lignum Crucis.

### A França

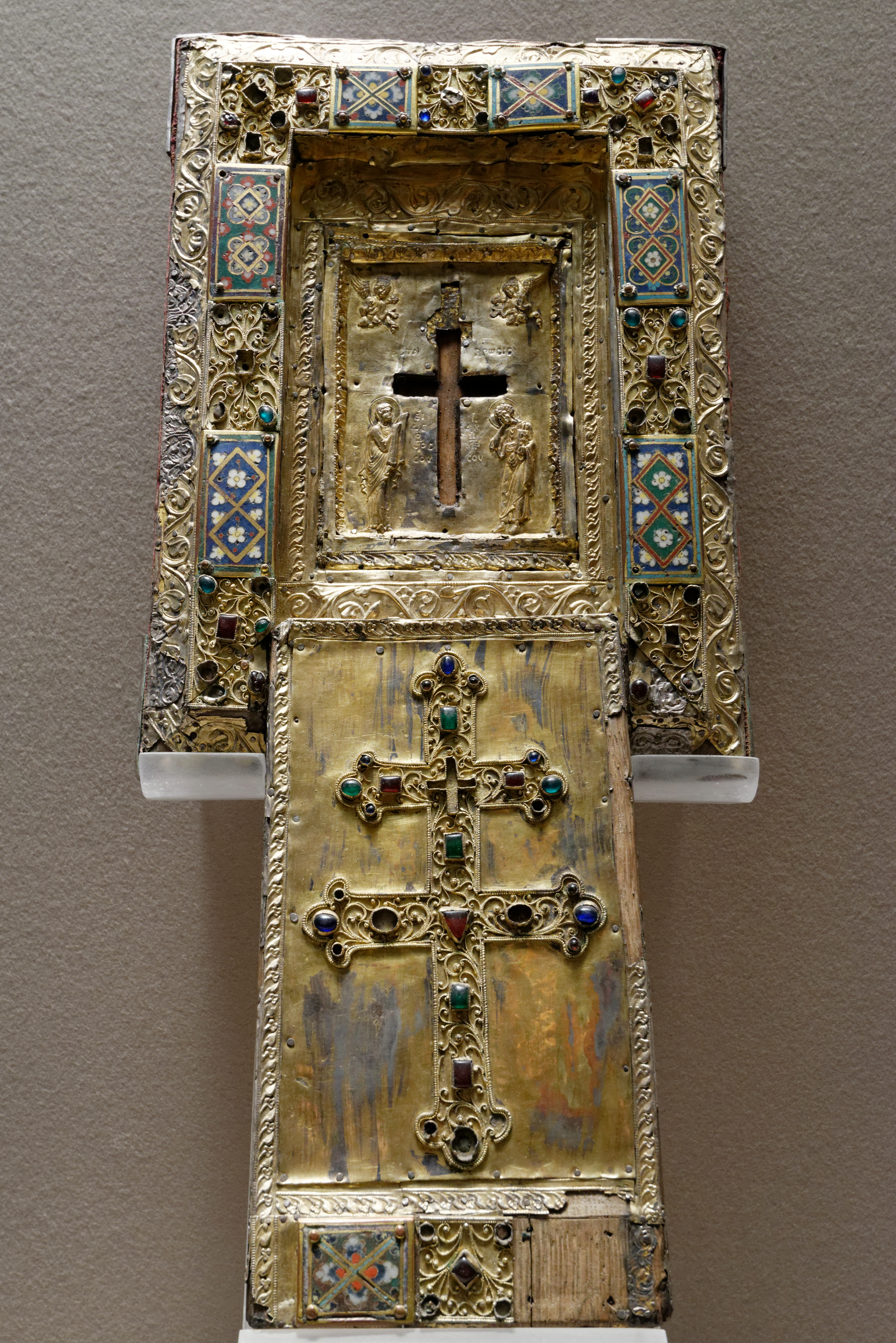
Reliquiari de la Vera Creu d'origen romà d'Orient, s.XI, conservat al Museu del Louvre.

Balduí I de Constantinoble va trobar aquesta i altres relíquies al palau de Boucoleon (Constantinoble) on va estar guardada fins que el 1237 Balduí II, en un viatge per Europa buscant voluntaris per lluitar contra l'amenaça dels búlgars sobre l'Imperi Llatí, encomanà a un venecià anomenat Nicolò Quirino, la venda de les relíquies per pagar els soldats. Aquest les va oferir al rei Lluís IX de França, el qual s'interessà i el 30 de setembre del 1241, el rei francès adquirí un fragment de la Veracreu, juntament amb altres relíquies: la corona d'espines, santa sang, la pedra del sepulcre. L'any següent també adquirí la Llança Sagrada i la santa esponja. Després va fer construir la Santa Capella de París per guardar-les. La Veracreu va ser revestida amb or i pedres precioses i estava dins d'una vitrina fins que el 25 d'abril del 1794 uns revolucionaris li van prendre els guarniment i actualment el que en queda es conserva a la sagristia de la catedral de Notre Dame de París.
Hi ha, altres llocs de França on conserven fragments d'aquesta creu; s'han perdut, però, els arxius en què constava com es van obtenir.
- En l'església de Sant Serni de Tolosa de Llenguadoc
- A Pontpierre (Mosel·la)
- En un lloc del Morbihan, on es va construir una església per contenir la relíquia i al voltant de l'església va sorgir un poble que s'anomena La Vraie-Croix
- En la capella dels Incurables a l'hospici de Baugé
- En l'abadia de la Santa Creu a Poitiers
- En la parròquia ortodoxa de Sarcelles
- En la Catedral de Reims

A Tarascó

### Altres fragments
En altres llocs del món també diuen tenir fragments de la Veracreu:
- A Bunifaziu, ciutat de Còrsega.
- A la catedral de Sant Miquel a Brussel·les (Bèlgica).
- En l'església del Sant Sepulcre de Bruges (Bèlgica).
- En la basílica de la Santa Creu a Lieja (Bèlgica).
- L'anomenada Creu del Jurament de l'Orde del Toisó d'Or, conservada a la Cambra del Tresor del Hofburg de Viena (Àustria).
- A Limburg an der Lahn (Alemanya).
- En l'abadia benedictina de Wiblingen (Alemanya), va ser amagada per salvar-la durant les guerres amb els protestants i no nobreviscqué ningú que sabés en quin lloc estava amagada.
- Al monestir de Sant Toribi de Lièbana (Espanya).
- La Creu de Ki, creada pel patriarca de Moscou el 1656 per al monestir d'Onega, conté un fragment de la Veracreu (Rúsia).
- En un monestir del Mont Atos (Grècia), que sembla que és el fragment més gran.
- A Waterford (Irlanda).